# Orphan Joyce
Orphan Joyce è un cortometraggio muto del 1916 diretto da Arthur Berthelet.

## Produzione
Il film fu prodotto dalla Essanay Film Manufacturing Company.

## Distribuzione
Distribuito dalla General Film Company, il film - un cortometraggio in due bobine - uscì nelle sale cinematografiche USA il 6 giugno 1916.